# Derek Smith (Musiker)
Derek Geoffrey Smith (* 17. August 1931 in London; † 19. August 2016) war ein britischer Jazzpianist und Arrangeur.

## Leben und Wirken
Smith spielte ab dem siebten Lebensjahr Klavier, trat mit 14 Jahren lokal auf und begann bald, eine eigene Band zu leiten. Er arbeitete zunächst für eine Versicherungsagentur, trat daneben semiprofessionell in zahlreichen Jazzclubs und gewann einen vom Melody Maker organisierten Wettbewerb. 1954 wechselte er ins Profilager und wurde Mitglied der Band von John Dankworth. Mitte 1955 wurde er (gemeinsam mit Allan Ganley, Harry Klein und Sammy Stokes) Teil des New Jazz Quartet. Im Folgejahr leitete er auch ein eigenes Trio und spielte mit Kenny Bakers Dozen. Seit April 1957 lebte er in den USA, wo er zunächst mit Art Mooney tourte und sich dann eine Karriere in New York aufbaute. Es kam zu Aufnahmen und Auftritten. In den 1960er und 1970er Jahren tourte er mehrfach mit Benny Goodman; zwischen 1967 und 1974 spielte er unter Doc Severinsen in der Tonight Show. In den frühen 1970er Jahren begleitete er Marlena Shaw. Dann leitete er ein eigenes Trio, trat aber auch auf Festivals mit Dizzy Gillespie, Arnett Cobb oder Eddie Miller auf und arbeitete im Trio mit Bobby Rosengarden und Milt Hinton. Weiterhin tourte er mit Benny Carter 1983 in Japan und gehörte zum Sextett von Nick Brignola. Als Studiomusiker begleitete er Frank Sinatra und Pavarotti. Später nahm er auch mit Bill Watrous auf.

## Diskographische Hinweise
- Love for Sale (Progressive, 1978)
- My Favorite Things (Progressive, 1978)
- The Man I Love (Statiras, 1978)
- Derek Smith Trio Plays Jerome Kern (Progressive, 1980)
- I'm Old Fashioned (Progressive, 1980)
- Dark Eyes (Eastwind Records, 1983)
- Derek Smith Plays the Passionate Piano (Special Music, 1987)
- New Orleans Mardi Gras Explosion (Special Music, 1994)
- The Trio – 1994 (Chiaroscuro Records, 1994)
- New Orleans Mardi Gras Explosion (Special Music, 1994)
- Dixieland Dance Party (Essex Records, 1995)
- High Energy (Arbors Records, 2002)
- Live in London (Harkit Records, 2004)
- I'm All Smiles (2013), mit Jerry Bruno, Rick Visone

## Lexikalische Einträge
- John Chilton: Who's Who of British Jazz, Continuum International Publishing Group 2004, ISBN 0826472346